# El Perer (Sant Julià de Vilatorta)
El Perer és una masia del municipi de Sant Julià de Vilatorta (Osona) inclosa en l'Inventari del Patrimoni Arquitectònic de Catalunya.

## Descripció
Masia de planta gairebé rectangular (9 x 12 m), coberta a dues vessants, amb el carener paral·lel a la façana, orientada a llevant i assentada directament sobre el pendent de la roca. A llevant consta de planta baixa i pis, i a ponent hi ha un pis més degut al desnivell.

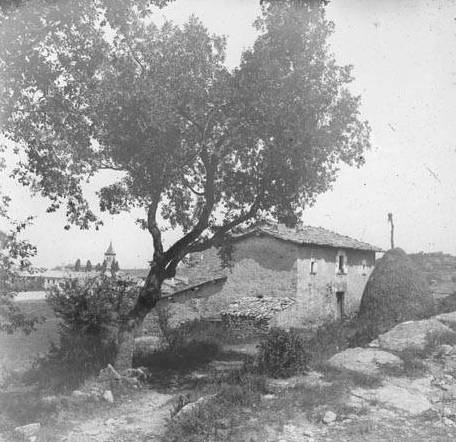
El Perer en una imatge dels voltants de 1890

 La façana presenta un portal rectangular i tres finestres amb inflexió gòtica i dues finestres més amb decoració conopial. A migdia hi ha un portalet a la planta i una llinda goticitzant sobre una de les finestres. A ponent no hi ha cap obertura a la planta, però al primer pis hi ha dues finestres motllurades i una decorada de forma gòtica. Al segons pis s'obren uns porxos. A tramuntana hi ha un gran contrafort. Hi ha uns murs que tanquen les antigues hortes. És de pedra basta unida amb morter i elements de pedra treballada.

## Història
No es troba registrada ni als fogatges del segle xvi ni al Nomenclàtor del segle xix. Actualment està en curs de restauració i sembla que s'ha aprofitat elements de pedra treballada d'alguna altra casa, els propis serien de gres gris de gra fi i els forans de gres gros de gra gros.